# Ялгыз-Нарат
Ялгыз-Нарат (баш. Яңғыҙнарат) — село в Татышлинском районе Республики Башкортостан Российской Федерации. Административный центр Ялгыз-Наратского сельсовета.

## География

### Географическое положение
Расстояние до:
- районного центра (Верхние Татышлы): 34 км,
- ближайшей ж/д станции (Куеда): 59 км.

## Население
| 2002 | 2009 | 2010 |
| ---- | ---- | ---- |
| 537  | ↘520 | ↘462 |

## Религия
В селе есть мечеть Хамза.